# Serenissima M1AF
Serenissima M1AF – samochód Formuły 1 zaprojektowany przez Alfa Francisa i Medardo Fantuzziego dla Scuderia Serenissima na sezon 1967. Nigdy nie wziął udziału w Grand Prix.

## Historia
Samochód prawdopodobnie wykorzystywał nadwozie BRP (choć pojawiały się teorie, iż nadwozie mogło być skonstruowane przez Lolę bądź McLarena lub też w całości zbudował je Alf Francis) i silnik Serenissima 3.0 V8, który przez krótki czas był wykorzystywany w McLarenie M2B. Nadwozie zaprojektował Medardo Fantuzzi, a nad całością prac czuwał Alf Francis, który dołączył do Serenissimy w 1966 roku. W lutym 1967 roku w magazynie Autosprint pojawiły się pierwsze informacje, jakoby Serenissima planowała wystawić model M1AF w Grand Prix, jako że w tym czasie do zespołu dołączył były kierowca De Tomaso, Roberto Bussinello. Magazyn wspomniał także, iż moc silnika wynosiła 335 KM. Samochód był testowany na lotnisku w Modenie przez Alfa Francisa, Bruce'a McLarena, Mike'a Parkesa i Ludovico Scarfiottiego, po czym planowano wystawić go w niezaliczanym do Mistrzostw Świata Formuły 1 Grand Prix Syrakuz. Planowano także wystawić samochód w Grand Prix Monako. Nigdy jednak do tego nie doszło. Pojawiły się plotki, iż w 1968 roku silnik 3.0 zastąpiono rozwijanym przez Jaguara, a zastosowanym w prototypowym modelu Agena GT silnikiem 3.5; plotki te nie miały jednak pokrycia w rzeczywistości.
W 1969 roku samochód został zakupiony przez Egona Hofera, który bez powodzenia wziął nim udział w wyścigu górskim Alpl-Berg-Rennen w 1970 roku. Samochód zmieniał właścicieli również w 1972 i 1981 roku. Jego ostatnim właścicielem jest Nicolas Schönleber, który odrestaurował model i wystawia go podczas różnych pokazów.